# The Last Hour
The Last Hour és una pel·lícula muda produïda dirigida per Edward Sloman i protagonitzada per Milton Sils, Carmel Myers i Alec B. Francis, entre d'altres. Basada en el relat “Blind Justice” de Frank R. Adams (1922), es va estrenar l'11 de febrer de 1923. Es considera una pel·lícula perduda.

## Argument
La pel·lícula comença quan Steve, un antic lladre que s’ha fet ric després d’emigrar a Sud-àfrica, retorna al seu país i llegeix als diaris que s’ha produït un robatori en un banc. El seu germà Tom n’és el responsable i els germans es retroben al pis de Saidee McCall i el seu pare Reever, que són falsificadors. La policia irromp en el pis i durant l’assalt William Mallory, el detectiu que persegueix als McCall, mata Tom. Steve aconsegueix fugir i s’enduu els McCall pare.
Anys després, durant la guerra, Saidee s’ha convertit en una infermera. Un dia escolta com un dels seus pacients explica com un amic li va salvar la vida. És Phil Logan, el fill del governador de l'estat i aviat s’enamora de Saidee. Passada la guerra, Phil es troba totalment recuperat i insisteix que es casi amb ell tot i que ella no l’accepta. Aleshores descobreix que l’amic salvador de fet és Steve.
Un dia el governador Logan, pare de Phil fa un sopar on, a més d’Steve i Saidee també hi ha convidat William Mallory, que s’ha convertit en un polític important a nivell de l'estat. Aleshores Mallory descobreix el passat de Saidee i quan l’acompanya a casa seva li exigeix que es casi amb ell si no vol que reveli el seu passat. Reever els troba en aquest moment i mata Mallory. Steve es declara culpable i es condemnat a mort. Saidee intenta salvar Steve de l'execució demanant al governador que signi amb una carta de perdó però en patir aquest un ictus falsifica la signatura. Anant cap a la penitenciaria el taxista la roba i la deixa en una carretera abandonada. Tot i que no pot arribar a temps. Reever es presenta a la presó per confessar l'assassinat però xoca amb un altre auto en entrar a la presó. Steve està a punt de ser penjat però la trapa de la tarima no s’obre per lo que l’han de reparar. En aquesta darrera hora s’acaba solucionant tot.(REF3)

## Repartiment
- Milton Sils (Steve Cline)
- Carmel Myers (Saidee McCall)
- Alec B. Francis (Reever McCall)
- Pat O'Malley (Philip Logan)
- Jack Mower (Tom Cline)
- Charles Clary (William Mallory)
- Walter Long (Red Brown)
- Eric Mayne (governador Logan)
- Clarence Wilson (Quales)